# Lieurey
Lieurey – miejscowość i gmina we Francji, w regionie Normandia, w departamencie Eure.
Według danych na rok 1990 gminę zamieszkiwało 1155 osób, a gęstość zaludnienia wynosiła 63 osoby/km² (wśród 1421 gmin Górnej Normandii Lieurey plasuje się na 189 miejscu pod względem liczby ludności, natomiast pod względem powierzchni na miejscu 73).